# たかとり型巡視船
たかとり型巡視船（英語: Takatori-class patrol vessel）は、海上保安庁の巡視船の船級。区分上はPM型、公称船型は特350トン型。

## 来歴
1960年代中盤、海上保安庁は、原油輸入量の激増と石油タンカーの大型化に伴うタンカー関連海上災害の危険増大に対処するため、昭和43年から昭和52年度計画にかけて、ひりゆう型消防船5隻を整備した。
しかし1974年の第十雄洋丸事件において、これらの消防船は十分に役割を果たしたものの、炎上しつつ市街地に向けて漂流する第十雄洋丸に対して、海上保安庁は有効な対処方法を有しておらず、結局は、巡視船艇・消防船の援護下に民間のタグボートが曳航を実施することになった。このことから、さらなる海上防災能力強化の必要が指摘されるようになり、これに応じて建造されたのが本型である。

## 設計
本型では、従来の巡視船としての警備救難業務とともに、第十雄洋丸事件の教訓から消防能力と曳航能力が強化されている。曳航時の復原力確保のため幅広の船型とし、また居住・作業スペース確保のため長船首楼型が採用された。海上保安庁としては初めて試みる船型であったことから、設計にあたっては民間の航洋曳船などが参考にされた。
主機関は従来の350トン型PMと同様に、単機出力1,500馬力の新潟6M31EXディーゼルエンジンを2基搭載して、それぞれ両舷の軸機を駆動する方式とされた。なお推進器は可変ピッチ・プロペラである。なお機器の実態把握・操縦制御機能は極力操舵室に集中された。

## 装備
消防装置としては下記のような装備を有する。
- 泡沫放水銃（毎分3,000リットル）×2基
- 粉末放射銃（毎秒35キログラム）×1基：粉末消火剤は2トンを搭載
- 自衛噴霧ノズル

またタンカー火災を想定したことから、オイルフェンスの展張設備を有するほか、のちに油回収装置の運用能力も付与された。
炎上する大型タンカーを迅速に曳航するため、船尾には30トンの曳航フックとウインチを備えている。また船首側についても、船首構造を押航可能なように配慮するとともに、後進曳航用として15トンの曳航ビットを設けている。曳航ウインチやオイルフェンス揚収装置などは、すべて防爆化されている。
なお大規模災害時に総合指揮船としての機能を発揮できるよう、中型巡視船（PM）であるにもかかわらず、船橋後部にOIC室を設けている。

## 同型船
| 計画年度   | 番号  | 船名     | 建造所           | 進水          | 竣工          | 退役           | 所属             |
| ---------- | ----- | -------- | ---------------- | ------------- | ------------- | -------------- | ---------------- |
| 昭和52年度 | PM-89 | たかとり | 内海造船田熊工場 | 1977年12月8日 | 1978年3月24日 | 2016年10月13日 | 横須賀(第三管区) |
| 昭和53年度 | PM-94 | くまの   | 名村造船所       | 1978年11月2日 | 1979年2月23日 | 2017年2月3日   | 高松(第六管区)   |

## 登場作品
『海猿 UMIZARU EVOLUTION』
第1話と第2話に「たかとり」が登場。三浦半島沖でタンカーが座礁し転覆する海難事故が発生したことを受け、現場海域に急行し消火活動にあたる。